# 蒙兀室韦苏木
蒙兀室韦苏木（俄语：сомон Мэнъу-Шивэй），是中华人民共和国内蒙古自治区呼伦贝尔市额尔古纳市下辖的一个乡镇级行政单位。

## 行政区划
蒙兀室韦苏木下辖以下地区：
蒙兀室韦苏木村、平安屯村、临江屯村、水磨屯村、瓜地屯村、前沟屯村、协荣屯村、吉宝沟屯村、头道沟屯村、自兴屯村和室韦农牧场村。

## 中国传统村落
2013年8月，室韦村获批第二批中国传统村落。